# Zenobianopsis caeca
Zenobianopsis caeca är en kräftdjursart som beskrevs av Hale 1946. Zenobianopsis caeca ingår i släktet Zenobianopsis och familjen Holognathidae. Inga underarter finns listade i Catalogue of Life.